# Protobothrops
Protobothrops es un género de serpientes venenosas de la familia Viperidae. Sus especies se distribuyen por Asia.

## Especies
Se reconocen las 15 especies siguientes:
- Protobothrops cornutus (Smith, 1930)
- Protobothrops dabieshanensis Huang, Pan, Han, Zhang, Hou, Yu, Zheng & Zhang, 2012
- Protobothrops elegans (Gray, 1849)
- Protobothrops flavirostris Grassby-Lewis, Brakels, Maury, Sitthivong, Frohlich, Pawangkhanant, Idiiatullina, Nguyen & Poyarkov, 2025[2]
- Protobothrops flavoviridis (Hallowell, 1861)
- Protobothrops himalayanus Pan, Chettri, Yang, Jiang, Wang, Zhang & Vogel, 2013
- Protobothrops jerdonii (Günther, 1875)
- Protobothrops kaulbacki (Smith, 1940)
- Protobothrops mangshanensis (Zhao, 1990)
- Protobothrops maolanensis Yang, Orlov & Wang, 2011
- Protobothrops mucrosquamatus (Cantor, 1839)
- Protobothrops sieversorum (Ziegler, Herrmann, David, Orlov & Pauwels, 2000)
- Protobothrops tokarensis (Nagai, 1928)
- Protobothrops trungkhanhensis Orlov, Ryabov & Nguyen, 2009
- Protobothrops xiangchengensis (Zhao, Jiang & Huang, 1979)